# Zákon o důchodovém pojištění
Zákon o důchodovém pojištění (zákon č. 155/1995 Sb.) je zákon, který v České republice od 1. ledna 2006 upravuje hmotné zabezpečení pojištěnců pro případ stáří, invalidity a úmrtí živitele. Důchodový systém, důchodové spoření a důchodové pojištění jsou důležité součásti sociálního zabezpečení v Česku. Prováděcími předpisy zákona jsou především nařízení vlády o výši všeobecného vyměřovacího základu za příslušný rok. Zákon prošel od svého vzniku mnoha novelizacemi, v roce 2024 platí již 93. a 94. verze.

## Přijetí a existence zákona
Návrh zákona byl rozeslán poslancům dne 2. března 1995. Návrh byl v PSP schválen dne 30. června 1995. Prezident zákon podepsal a zákon byl 4. srpna 1995 vyhlášen ve Sbírce zákonů. Zákon byl republikován zákonem 43/2010 Sb. 
Zákon byl také dotčen minimálně dvěma nálezy Ústavního soudu.